# Dominikanska republiken
Dominikanska republiken (spanska: República Dominicana) är en republik i Västindien som upptar två tredjedelar av ön Hispaniola (den västra tredjedelen upptas av Haiti). Landet gränsar mot Haiti och har maritim gräns mot det amerikanska territoriet Puerto Rico.

## Historia

### Äldre historia
Ön Hispaniola har varit bebodd sedan omkring 4000 f.Kr. Vid tiden för Kr.f. förekom jordbruk och keramiktillverkning. De byar och hövdingedömen som taínofolket skapade gick under efter Christofer Columbus ankomst 1492. Ön blev de spanska conquistadorernas första huvudbas i Amerika och en språngbräda för Spaniens erövring av Karibien och det amerikanska fastlandet. Spanjorerna gjorde guldfynd och ursprungsbefolkningen decimerades till följd av sjukdomar och kolonisternas brutalitet.
När conquistadorerna fortsatte till andra öar och fastlandet svalnade Spaniens intresse och delar av ön, särskilt nord- och västkusterna, användes av pirater som attackbaser eller för förnödenheter. 1606 fick den spanske kungen invånarna att flytta närmare huvudstaden Santo Domingo, för att undvika piraterna. 1625 hade franska buckanjärer satt sig fast på ön Tortuga men var också verksamma i västra delen av Hispaniola. Spanjorerna drev ut dem flera gånger men de kom tillbaka och 1659 blev den franska bosättningen på Tortuga officiellt grundad. 1665 erkände den franska kungen den slavdrina kolonisationen av västra Hispaniola, kolonin Saint-Domingue. År 1697 erkände Spanien Frankrikes närvaro på den västra tredjedelen av Hispaniola, utan att ett officiell gräns drogs, och 1795 avträddes hela ön till Frankrike.
Efter slavuppror och strider blev den västra fransktalande delen ett självständigt svart kejsardöme 1804 (under Toussaint L'Ouverture). Den spansktalande delen, som då kallades Santo Domingo, hölls av fransmännen fram tills den spanska återerövringen 1809. Santo Domingo försökte bli självständigt från Spanien 1821, men erövrades  istället och styrdes av Haiti i 22 år. Den spanskspråkiga vita minoriteten i öster revolterade 1844 och bröt sig ur den svarta staten Haiti. 1844 fick Santo Domingo självständighet och blev Dominikanska republiken. 1861 övergav den Dominikanska republiken sin självständighet för att ingå i Spanien, men övergavs 1865 och blev åter självständigt. 1869 ansökte Dominikanska republiken om att ingå i USA, men ansökan avslogs genom veto av USA:s senat.

### Nyare historia
Efter 1869 utmärktes den Dominikanska republiken av inbördes strider samt tid av diktatur. De konstanta striderna ledde till sämre statsfinanser. Mellan 1901 och 1904 försökte europeiska stormakter lösa återbetalningen av statsskulderna på diplomatisk väg, utan att lyckas. 1905 ingrep USA i Dominikanska republiken genom att bevilja två lån åt landet, men tog samtidigt över förvaltning av landets tullar och statsskulden. Ingripandet ledde till förbättrade statsfinanser och näringsliv.
1911 mördades president Ramón Cáceres, efter att ha varit president i sex år. Följden blev flera år med politisk instabilitet och inbördeskrig.

#### Ockuperat av USA 1916–24
Juan Isidro Jimenes Pereyra som blev president 1914 vid relativt fria val tvingades avgå i maj 1916. USA:s president Woodrow Wilson beordrade då en amerikansk ockupation av Dominikanska republiken. Marinsoldater från USA landsteg den 16 maj 1916 och hade kontroll över landet efter två månader. Den militärregering som insattes av USA, ledd av konteramiral Harry Shepard Knapp, fick inte invånarnas förtroende. En del regeringsposter måste fyllas av amerikanska marinofficerare eftersom dominikaner vägrade att ingå i regeringen. Ockupationen upphörde i oktober 1922 och val hölls i mars 1924. Segrare i presidentvalet blev Horacio Vásquez Lajara som hade samarbetat med amerikanerna. Under hans sex år vid makten respekterades medborgerliga rättigheter och ekonomin växte. Han tvingades avgå 1930 och efterträddes av chefen för armén, general Rafael Trujillo, efter ett manipulerat presidentval.

#### Trujillos diktatur
Från 1930 till 1961 styrde Trujillo landet direkt eller indirekt och etablerade en brutal diktatur med många excentriska inslag även om han också på många vis gav landet stabilitet och en modern infrastruktur och ekonomi. Men han sög även ut landet och berikade sin familj. Han bekämpade kommunismen och fick ett visst amerikanskt stöd.
Trujillo förde en rasistisk politik mot etniska haitier i Dominikanska republiken vilket ledde till en djup konflikt med grannlandet. År 1937 beordrade Trujillo armén att döda haitier som bodde på Dominikanska sidan av gränsen till Haiti. Armén dödade uppskattningsvis mellan 17 000 och 35 000 haitier under sex dagar. För att försvåra bevis för arméns engagemang, använde soldaterna machetes snarare än kulor. Händelserna benämndes Persiljamassakern.
Utrikespolitiskt stödde Trujillo USA och förklarade Italien, Japan och Tyskland krig efter bombningen av Pearl Harbor 1941.

#### Tiden efter Trujillo
Efter mordet på Trujillo inleddes en ny period av instabilitet. Trujillo hade inte utsett någon efterträdare. De sammansvurna som hade planerat mordet hade planerat att ta över regeringsmakten, men detta kunde inte genomföras. Joaquín Balaguer, som varit vicepresident hos Trujillo satt kvar. Han lät diktatorns son, Rafael Trujillo Lovatón återvända från Paris och de facto ta kontroll. Trujillo Jr fortsatte terrorn och utförde blodiga hämndaktioner. Till skillnad från sin far genomförde han dock några få symboliska reformer. Dessa räckte emellertid inte för att tysta det folkliga motståndet. Människors glädje över mordet förbyttes i besvikelse när det mesta fortsatte som förut. Förbittrade människor strömmade ut på gatorna. I oktober ägde dagliga protester rum. De stoppades med stridsvagnar. Studenter sköts ihjäl av regeringstrupper. USA fruktade att det som på Kuba skulle kunna ske ett kommunistiskt övertagande, trots att vänstern i Dominikanska republiken var obetydlig efter åratal av repression.
Amerikanska diplomater framförde att USA:s militära makt om nödvändigt skulle komma till användning för att åstadkomma en provisorisk regering under ledning av Joaquin Balaguer tills val kunde hållas.

#### Demokratiska val
De första demokratiska valen i landets historia hölls den 20 december 1963. De främsta presidentkandidaterna vid valet var Juan Bosch Gavino, en intellektuell och poet, som från exilen hade organiserat motstånd via Dominikanska revolutionära partiet (Partido Revolucionario Dominicano – PRD) och Viriato Fiallo som tillhörde Unión Nacional Civica (UCN). Bosch segrade med 64 procent av rösterna, Hans parti, PRD, fick även majoritet i parlamentets båda kamrar. En regering under Juan Bosch tillträdde i februari 1963, men störtades i september samma år av högermilitärer.

#### Inbördeskrig och intervention
Ett militärt styre inrättades. I april 1965 utbröt en folklig och militär resning, som syftade till att återinsätta Bosch vid makten. USA:s president Lyndon B. Johnson oroades över möjligheten av att kommunister skulle kunna ta över revolten och skapa ”Ett andra Kuba", sände 30 000 soldater till Dominikanska republiken för att kväsa upproret.
Under några timmar den 25 april leddes landet av en revolutionskommitté bestående av Vinicio Fernández Pérez, Giovanni Gutiérrez Ramírez, Francisco Caamaño, Eladio Ramírez Sánchez och Pedro Bartolomé Benoit.[källa behövs]

#### Balaguer vid makten
USA:s trupper stannade kvar i landet i över ett år och övervakade valen år 1966, som vanns av högerpolitikern Joaquín Balaguer. Han kom att sitta kvar vid makten som president i 12 år. Den högt utbildade Balaguer styrde inledningsvis auktoritärt, men med mindre våld än Trujillo. Hans presidenttid innebar dock brott mot mänskliga rättigheter och medborgerliga friheter, med motivet att hålla pro-Castro eller prokommunistiska partier utanför. Under hans styre växte klyftan mellan rika och fattiga. Han genomförde ett ambitiöst infrastrukturprogram som innehöll stora bostadsprojekt, sportanläggningar, teatrar, museer, akvedukter och vägar.

#### Tiden efter Balaguer
Boschs gamla parti kom till makten 1978. Efter valet 1982 blev Salvador Jorge Blanco president fram till 1986. Perioden innebar en katastrofal ekonomisk situation och växande social oro där strejker och massdemonstrationer 1984 urartade till kravaller med ett hundratal döda. Balaguer blev åter president 1986 och försökte nu skapa en mer dynamisk ekonomisk utveckling, som dock blev kortlivad. Inflationen steg kraftigt och underskottet i handelsbalansen växte. En stagnerande ekonomi ledde till ökad social oro. Efter presidentvalet 1994 accepterade Balaguer att inte kandidera ännu en gång. 
1996 valdes, med stöd av Balaguer, Leonel Fernández Reyna, tillhörande Partido de la Liberación Dominicana (PLD), till president. Fernández, som valdes åter 2004 och 2008, förde en nyliberal politik med bland annat privatiseringar av statliga bolag. Under Fernández växte ekonomin, men ojämlikheten och stadsskulden ökade. 
Danilo Medina från PLD valdes till president 2012 och omvaldes 2016. Hans tid vid makten präglades av ökad brottslighet, korruption och ett svagt rättssystem, men också av ett fokus på sociala reformer och ekonomisk tillväxt.
Efter protester mot regeringen förlorade PLD makten i valet 2020, och Luis Abinader från oppositionen tog över. I maj 2024 blev Abinader omvald, med hård migrationspolitik mot Haiti som en populär valfråga.

## Geografi

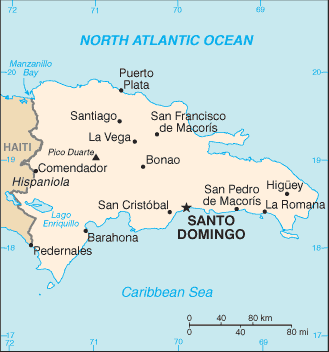
Karta

### Topografi och hydrografi
Landet uppfylls av flera väst-östliga bergskedjor, som i de centrala delarna når drygt 3 000 m. Här finns Västindiens högsta topp, Pico Duarte (3 175 m). Sluttningarna täcks av tropisk regnskog. Dalar och slätter har savannvegetation. Det tropiska klimatet mildras av nordostpassaden som ger mycket regn i de nordliga bergen. Öns södra delar är ofta orkandrabbade.
Dominikanska republikens lägsta punkt är Lago Enriquillo, 46 meter under havsnivå. 

### Klimat
Klimatet är tropisk havsmiljö med små temperaturvariationer under året. Landet ligger mitt i ett område där det förekommer orkaner, och dessa inträffar mellan juni och oktober. Översvämningar liksom torrperioder förekommer också.

### Miljöproblem
Tidvis är det brist på färskvatten. Skogsavverkning orsakar jorderosion och jorden som eroderar ner i havet förstör korallreven. 
Den globala uppvärmningen hotar Dominikanska republiken genom bland annat extremväder, stigande havsnivåer och längre torrperioder, vilket särskilt påverkar turism, folkhälsa och matförsörjning.

## Styre och politik

### Författning och styre
Enligt 1966 års grundlag är Dominikanska republiken en enhetsstatlig och formellt demokratisk republik. Landets högsta verkställande makt utövas av presidenten, som väljs genom allmänna val för en fyraårsperiod och inte kan väljas om direkt efter mandatperiodens slut. Den lagstiftande makten ligger hos en nationalkongress som består av en senat med 32 medlemmar och en deputeradekammare med 178 ledamöter. Båda kamrarna väljs genom allmänna och direkta val för fyra år. Rösträttsåldern är 18 år.

### Administrativ indelning
Dominikanska republiken är indelat i ett distrikt, Distrito Nacional (motsvarar centrala Santo Domingo), och 31 provinser: Ázua, Baoruco, Barahona, Dajabón, Duarte, Elías Piña, El Seibo, Espaillat, Hato Mayor, Hermanas Mirabal, Independencia, La Altagracia, La Romana, La Vega, María Trinidad Sánchez, Monseñor Nouel, Monte Cristi, Monte Plata, Pedernales, Peravia, Puerto Plata, Samaná, Sánchez Ramírez, San Cristóbal, San José de Ocoa, San Juan, San Pedro de Macorís, Santiago, Santiago Rodríguez, Santo Domingo och Valverde.
Provinserna är indelade i municipios (kommuner). Det fanns 160 municipios 2014.

### Politik
Landets politiska historia har präglats av låg stabilitet. Efter en statskupp 1930 styrde diktatorn Rafael Trujillo fram till 1947 och indirekt via sin bror fram till sin död 1961. Därefter dominerade Joaquín Balaguer från det kristligt-sociala reformpartiet den politiska scenen fram till sin död 2002. Politiken präglas av motsättningar mellan två nästan jämnstora block, ett till höger och ett till vänster. Vid valet 2006 fick det vänsterorienterade PLD, presidentens parti, egen majoritet i båda kamrarna i kongressen.
Politiska oroligheter, tillsammans med påverkan från det ännu mer instabila grannlandet Haiti, har lett till låg internationell tillit till landet. Utrikeshandeln präglas av en hög utlandsskuld. Det saknas en effektiv ekonomisk politik för tillväxt, och välfärdsinsatserna är begränsade.

### Rättsväsen
Högsta domstolen, med minst 11 (för närvarande 16) domare och riksåklagaren som medlemmar, är den högsta juridiska instansen. Det finns också appellationsdomstolar, domstolar i första instans och lokala domstolar. Högsta domstolen har disciplinärt ansvar över andra domstolar. Riksåklagaren leder justitiepolisen och representerar justitiedepartementet i högsta domstolen. Domare utses av senaten. Landets rättssystem bygger på franska rättstraditioner.

## Ekonomi och infrastruktur
Dominikanska republiken är ett utvecklingsland och har varit ensidigt beroende av sitt jordbruk. Det bedrivs dels på konstbevattnade odlingar (socker, kaffe och tobak), dels på småbruk för husbehov (ris, majs och bönor). Ekonomin är sårbar; den styrs av världsmarknadspriserna på socker, som länge varit den viktigaste exportvaran, och andra jordbruksprodukter. Sockerplantagerna har dominerats av amerikanska intressen, men är numera till stor del förstatligade. Gruvindustrin är under utveckling (nickel, bauxit, guld), och turismen ger ett växande bidrag till statsinkomsterna. Den viktigaste handelspartnern är USA.
Efter en inhemsk ekonomisk kris i början på 2000-talet lyckades landet förhandla fram en överenskommelse med IMF år 2005 som lade grunden för ett antal år med mycket god tillväxt. Den globala finansiella krisen drabbade dock Dominikanska republiken med början år 2008 och tillväxten började sjunka och fortsatte att göra så år 2009. Men sedan vände ekonomin och tillväxten steg igen och blev så hög som 7,5 procent år 2010. Åren därefter fortsatte tillväxten att vara hög, över 5 procent, och bland den högsta i hela Latinamerika.
Inkomstskillnaderna mellan rika och fattiga i landet är stora. Den rikaste tiondelen av befolkningen får 40 % av landets totala inkomster. 25 % av befolkningen räknas som fattiga.

### Näringsliv

#### Energi och råvaror
Nästan all elektricitet framställs av fossila bränslen, såsom petroleum, men man har även lite vattenkraft. Landets naturtillgångar är bland annat nickel, bauxit, guld och silver.

### Infrastruktur

#### Transporter
Vägnätet i landet sträcker sig över 19 700 kilometer, varav lite mer än 30 procent är belagda med asfalt. Kollektivtrafiken för passagerare sker huvudsakligen med bussar. Järnvägsnätet omfattar 500 kilometer, men används främst för transporter inom sockerindustrin. Endast 142 kilometer av spåren trafikeras av persontåg. År 2009 invigdes Västindiens första fullskaliga tunnelbanesystem i Santo Domingo.
Landet har sju internationella flygplatser, där de mest betydelsefulla finns i Santo Domingo, Puerto Plata och Barahona. De viktigaste hamnarna ligger i Santo Domingo, La Romana vid sydkusten och Puerto Plata längs nordkusten.

#### Utbildning
Utbildningen i landet är kostnadsfri och obligatorisk för barn mellan 7 och 14 år. Efter den sexåriga grundskolan kan elever välja att fortsätta i en fyraårig fortsättningsskola eller en tvåårig yrkesskola. Även om nästan alla barn påbörjar sin skolgång, avbryter många den i förtid för att bidra till familjens försörjning. Endast en liten andel av ungdomarna fortsätter studera efter grundskolenivån. Utmaningar som lärarbrist och överfulla klassrum är vanliga inom utbildningssystemet.
Högre utbildning erbjuds vid flera universitet, inklusive Universidad Autónoma de Santo Domingo, som grundades 1538 och är det äldsta universitetet i Nya världen. År 1993 var omkring 70 000 studenter inskrivna vid landets åtta universitet.

## Befolkning

### Demografi
Folkökningen har varit snabb. Landet är tättbefolkat och arbetslösheten är ett svårt problem. Myndigheterna har uppmuntrat utvandring och har försökt hejda invandrare från Haiti (de utnyttjas som billig arbetskraft på plantagerna). Omkring tre fjärdedelar av invånarna är ättlingar till spanska kolonisatörer och svarta. Den indianska urbefolkningen utrotades i hårt tvångsarbete och ersattes på plantagerna av importerade svarta slavar. Den katolska kyrkan har en stark ställning. Det officiella språket är spanska.

### Religion
Kristendomen är den dominerande religionen i landet, med cirka 95 procent av befolkningen som anhängare. Katolska kyrkan är det största kristna trossamfundet och har över 80 procent av befolkningen som medlemmar. Protestanter utgör omkring 8 procent, och bland dem är sjundedagsadventisterna den största gruppen. Enligt vissa officiella källor uppskattas antalet muslimer i landet till mellan 5 000 och 10 000. Det finns också små grupper av buddhister, judar, hinduer och bahaier. En del kristna, även om exakt antal är osäkert, blandar sin tro med santería, magi eller voodoo.
Den nuvarande konstitutionen, som antogs 2010, nämner Gud i sin inledning. Enligt både konstitutionen och andra lagar råder religionsfrihet, och detta respekteras i praktiken. Även om konstitutionen inte fastslår någon statsreligion, erkänns katolicismen som den officiella religionen genom ett avtal med Vatikanen, vilket ger den särskilda privilegier, såsom statsbidrag och tullbefrielse. Enligt lag ska bibelläsning ingå i skolundervisningen, men detta tillämpas inte i alla skolor.

### Hälsa
År 2018 var spädbarnsdödligheten 22,7 per 1 000 födslar. Bland den vuxna befolkningen var andelen överviktiga 27,6 procent år 2016.

## Internationella rankningar
| Organisation                                | Undersökning                   | Bedömning                                  | Rankning   |
| ------------------------------------------- | ------------------------------ | ------------------------------------------ | ---------- |
| Heritage Foundation/The Wall Street Journal | Ekonomisk frihet-index 2019    | 61,0 (Moderately Free)                     | 89 av 178  |
| Reportrar utan gränser                      | World Press Freedom Index 2019 | 27,90 (0 är bäst)                          | 55 av 180  |
| Transparency International                  | Korruptionsindex 2018          | 30 (0 är väldigt korrupt-100 väldigt rent) | 129 av 180 |
| FN:s utvecklingsprogram                     | Human Development Index 2018   | 0.745                                      | 89 av 189  |